# دائرة دلس
دائرة دلس، إحدى دوائر ولاية بومرداس الجزائرية وعاصمتها هي بلدية دلس. عدد السكان 695 49 نسمة.

## بلديات الدائرة
تضم 3 بلديات هي:
- بلدية دلس
- بلدية بن شود
- بلدية اعفير

## الزوايا
- «زاوية سيدي أمحمد السعدي» (أعفير).

## الملاعب
يضم إقليم هذه الدائرة العديد من ملاعب كرة القدم، منها:
1. ملعب أعفير (الإحداثيات: )
2. ملعب بن شود (الإحداثيات: )
3. ملعب دلس [الفرنسية] (الإحداثيات: )

## وصلات أخرى

### وصلات داخلية
- بلدية دلس
- ولاية بومرداس

### وصلات خارجية
- الموقع الرسمي لبلدية دلّس

## مواضيع ذات صلة
- دوائر ولاية بومرداس
- بلديات ولاية بومرداس